# Трушково (Псковська область)
Трушково (рос. Трушково) — присілок в Невельському районі Псковської області Російської Федерації.
Населення становить 7 осіб. Входить до складу муніципального утворення Івановська волость.

## Історія
Від 2015 року входить до складу муніципального утворення Івановська волость.

## Населення
| 2001 | 2002 | 2010 |
| ---- | ---- | ---- |
| 13   | →13  | ↘7   |